# Sport colonial
Sport colonial était un journal français de l'île de La Réunion, aujourd'hui un département d'outre-mer dans le sud-ouest de l'océan Indien. Fondé en 1879, il fut le premier titre de presse sportif publié dans l'archipel des Mascareignes.